# Gerrit Jan Michaëlis

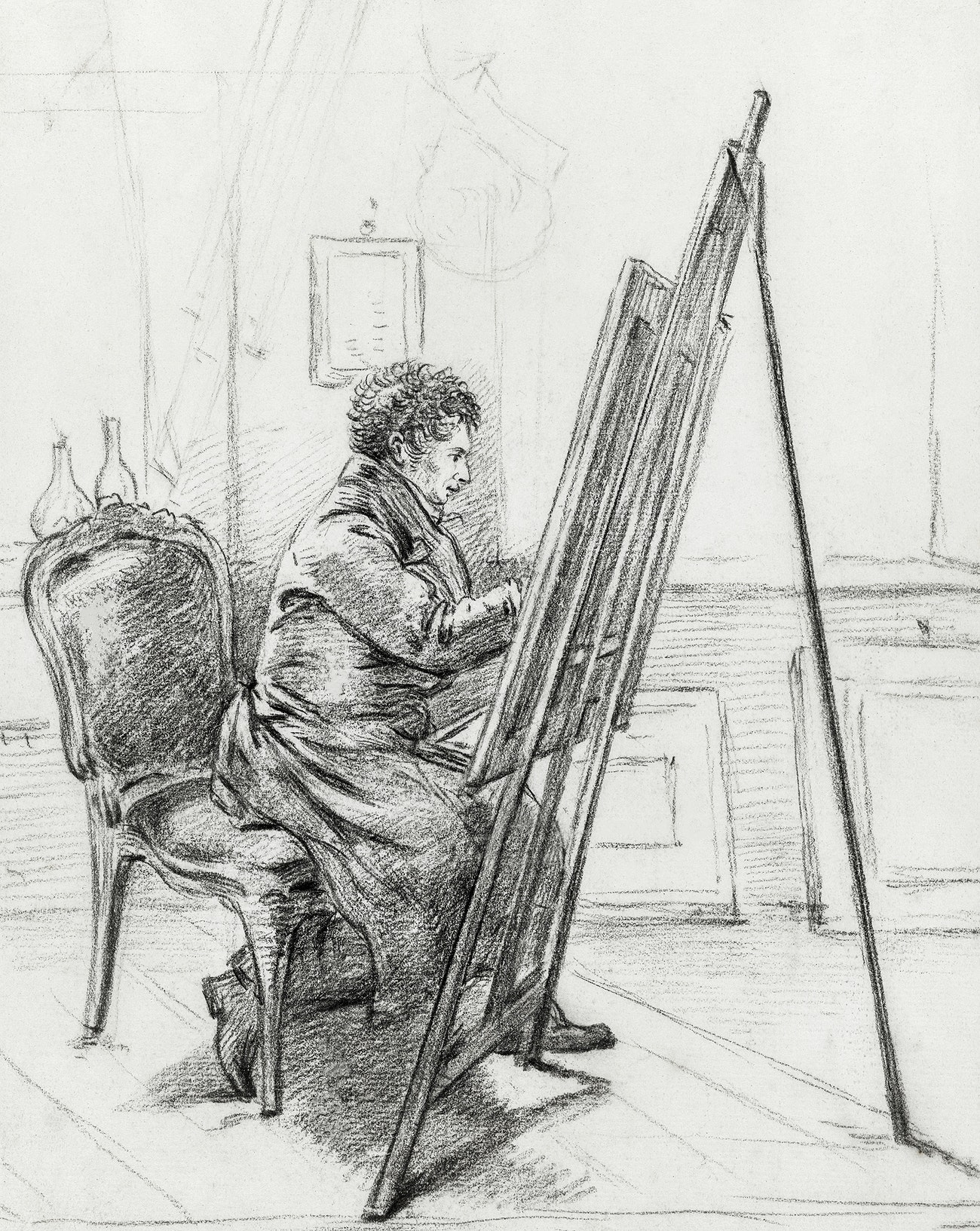
Portret van Gerrit Jan Michaëlis, door Jean Bernard.

Gerrit Jan Michaëlis (Amsterdam, 17 april 1775 - Haarlem, 31 oktober 1857) was een Nederlands kunstschilder en graficus. Hij werd vooral bekend door zijn landschappen.

## Leven en werk
Michaëlis was de zoon van beeldhouwer Hendrik Carel Michaëlis, bij wie hij aanvankelijk ook in de leer ging. Uiteindelijk koos hij echter voor de schilderkunst en werd leerling van miniatuurschilder George Nikolaus Ritter en vervolgens van decoratieschilder Jurriaen Andriessen. In 1805 won hij een prijs op de Amsterdamse Tekenacademie. In 1808 exposeerde hij zijn eerste werk.
Qua stijl werd Michaëlis beïnvloed door de romantiek, waarbij zijn palet opviel door een bijzondere helderheid. Thematisch koos hij doorgaans voor landschappen, die hij vaak door anderen liet stofferen, onder andere door Jan van Ravenswaay. Behalve werken in olieverf maakte hij ook veel etsen. Af en toe schilderde hij ook portretten.
Michaëlis werkte tot 1820 in Amsterdam en daarna in Haarlem, waar hij conservator werd van het Teylers Museum, als opvolger van Wybrand Hendriks. Ook was hij directeur van de Haarlemse Tekenacademie. Hij overleed in 1857 op 82-jarige leeftijd. Diverse van zijn werken bevinden zich in de collecties van het Teylers Museum te Haarlem en het Rijksmuseum Amsterdam.

## Galerij

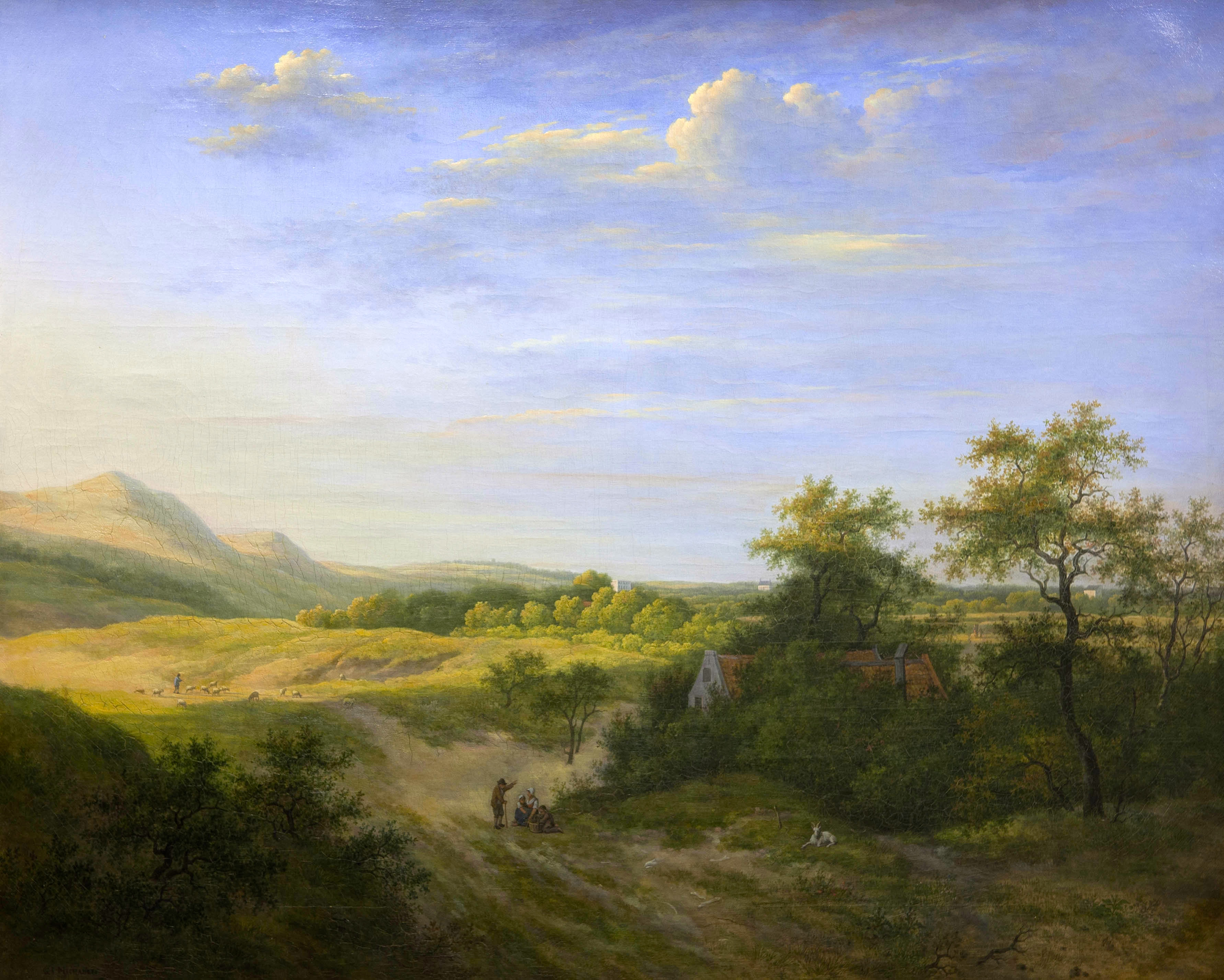
Kraantje Lek. Duinlandschap bij Haarlem (Teylers Museum)
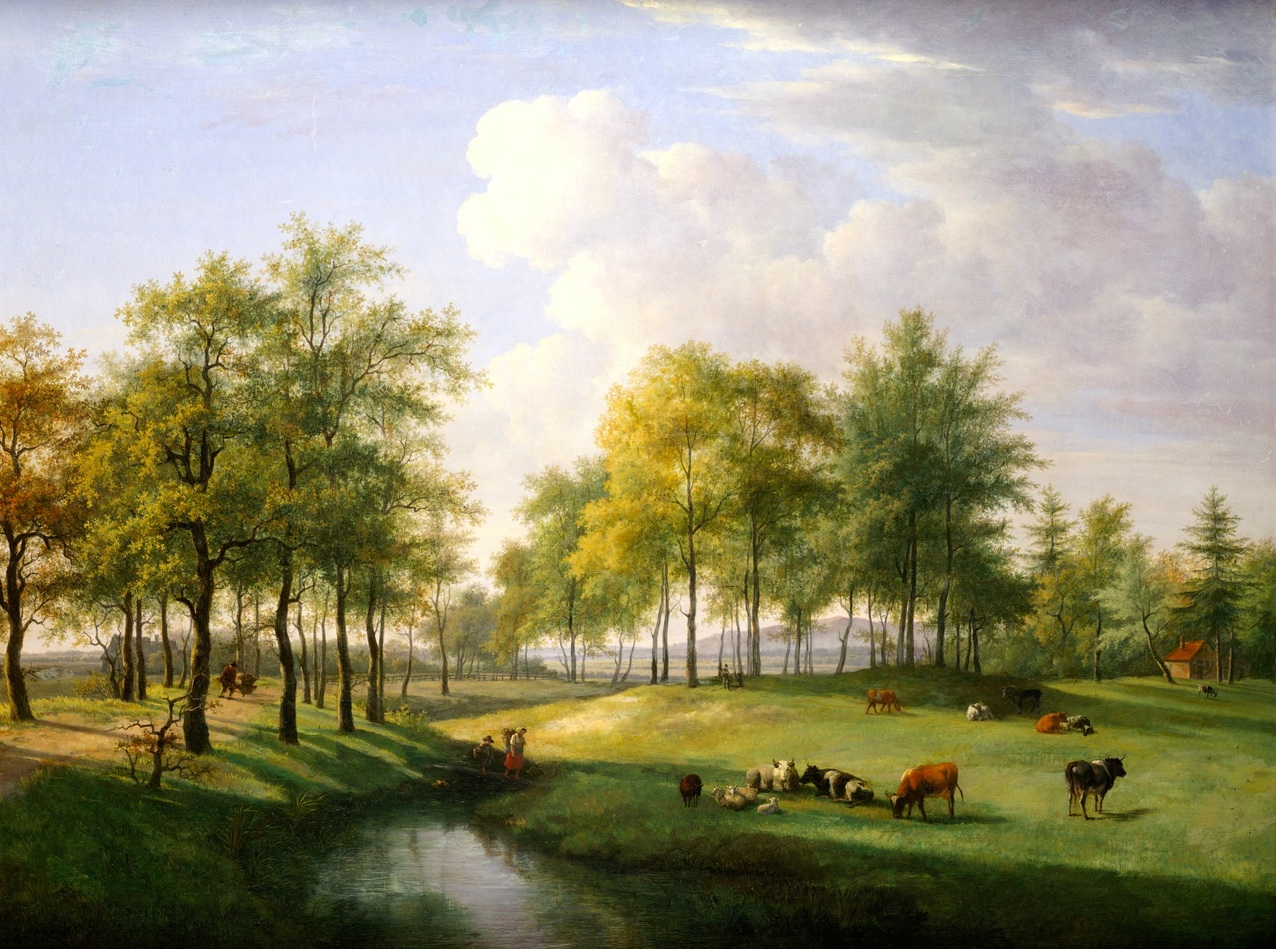
Landschap te Vogelenzang (Teylers Museum)
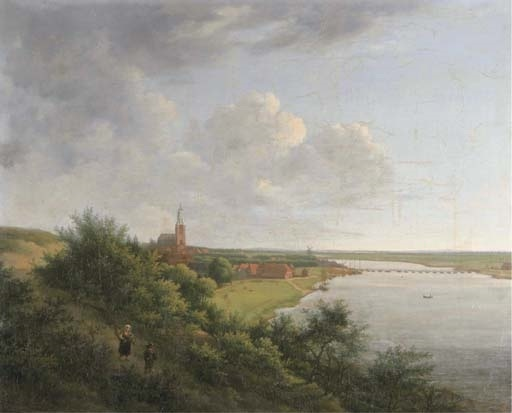
De brug bij Arnhem (privécollectie)
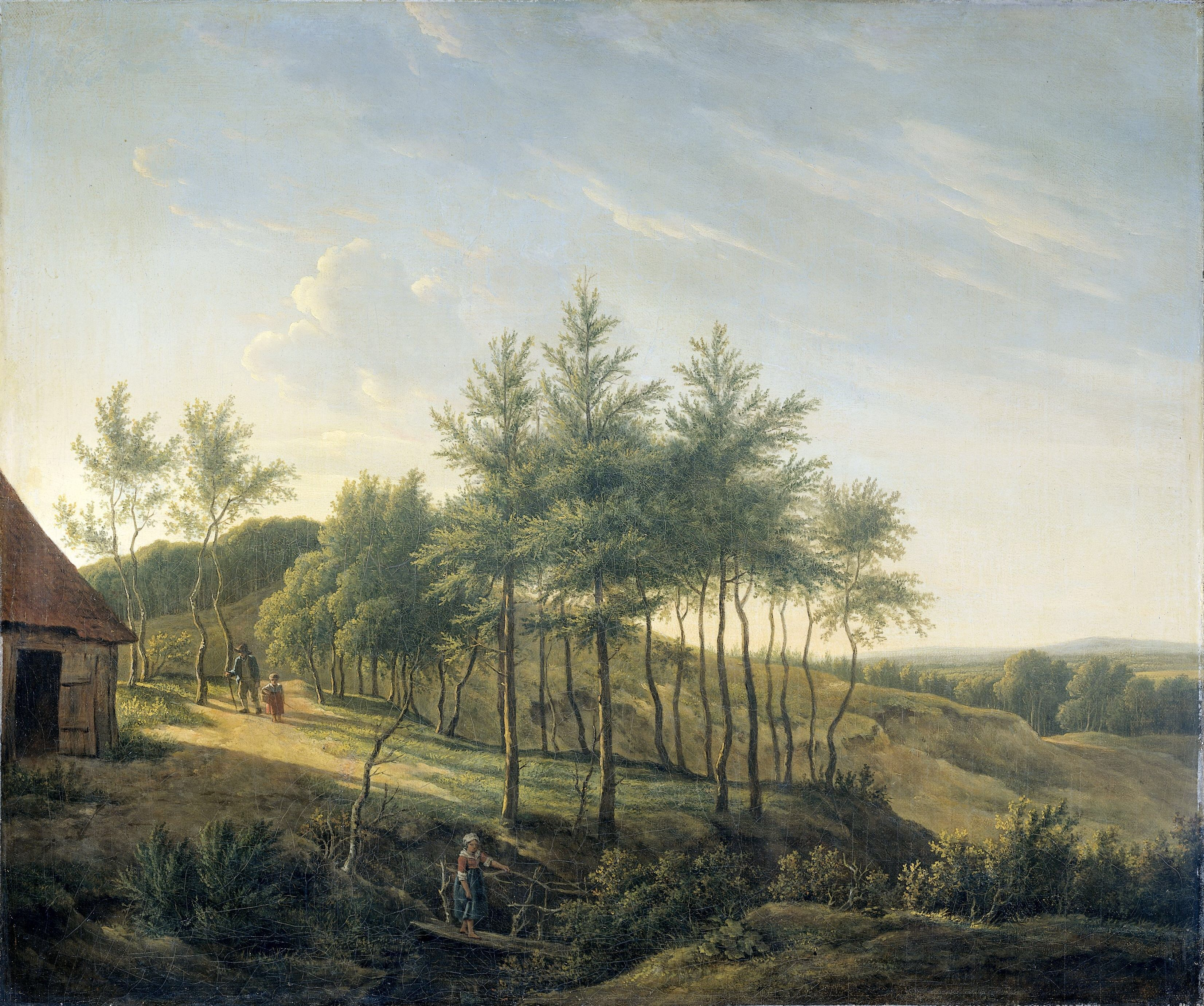
Heuvelachtig landschap (Rijksmuseum)
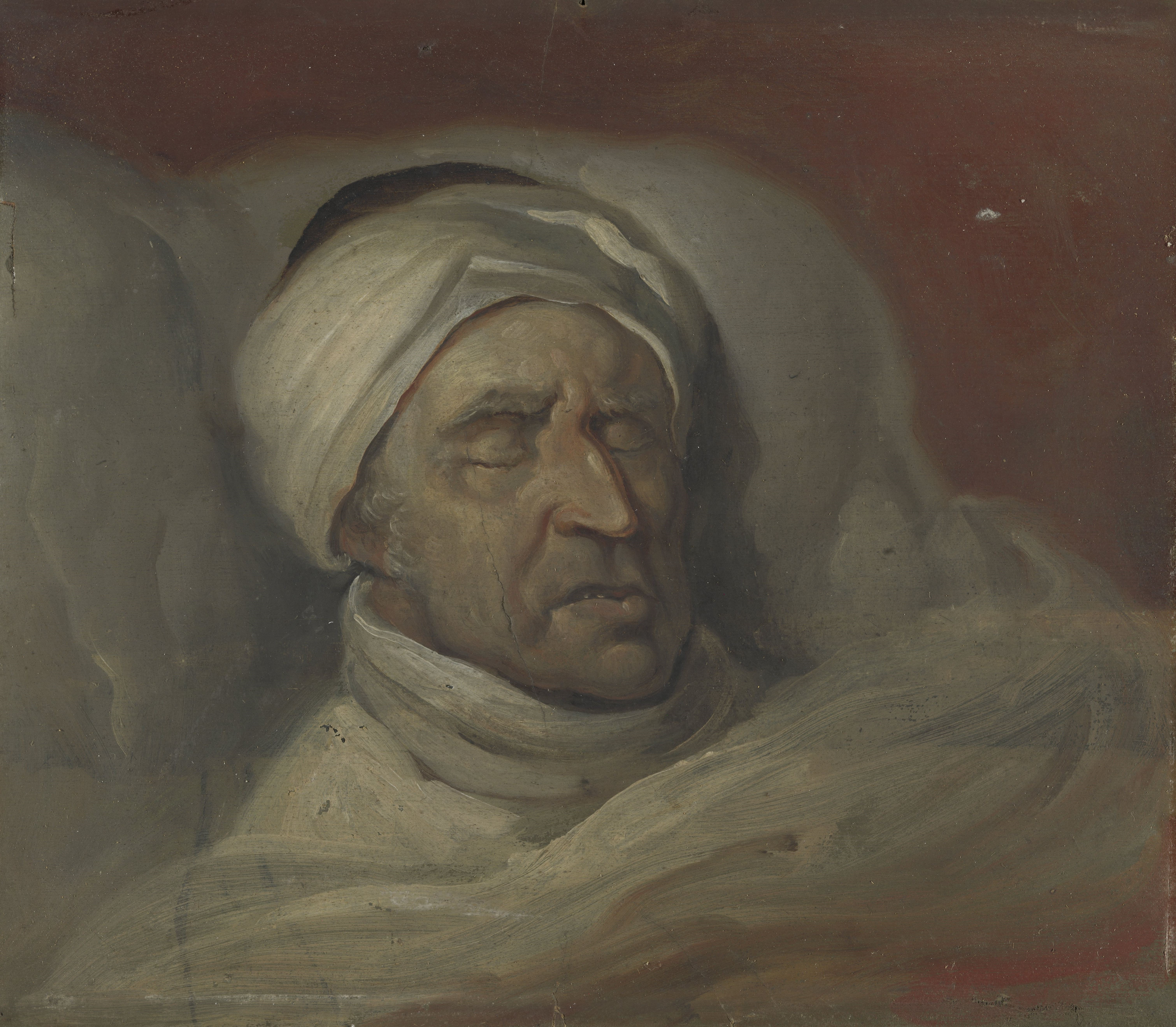
Mr. Willem Bilderdijk na zijn dood (Rijksmuseum)
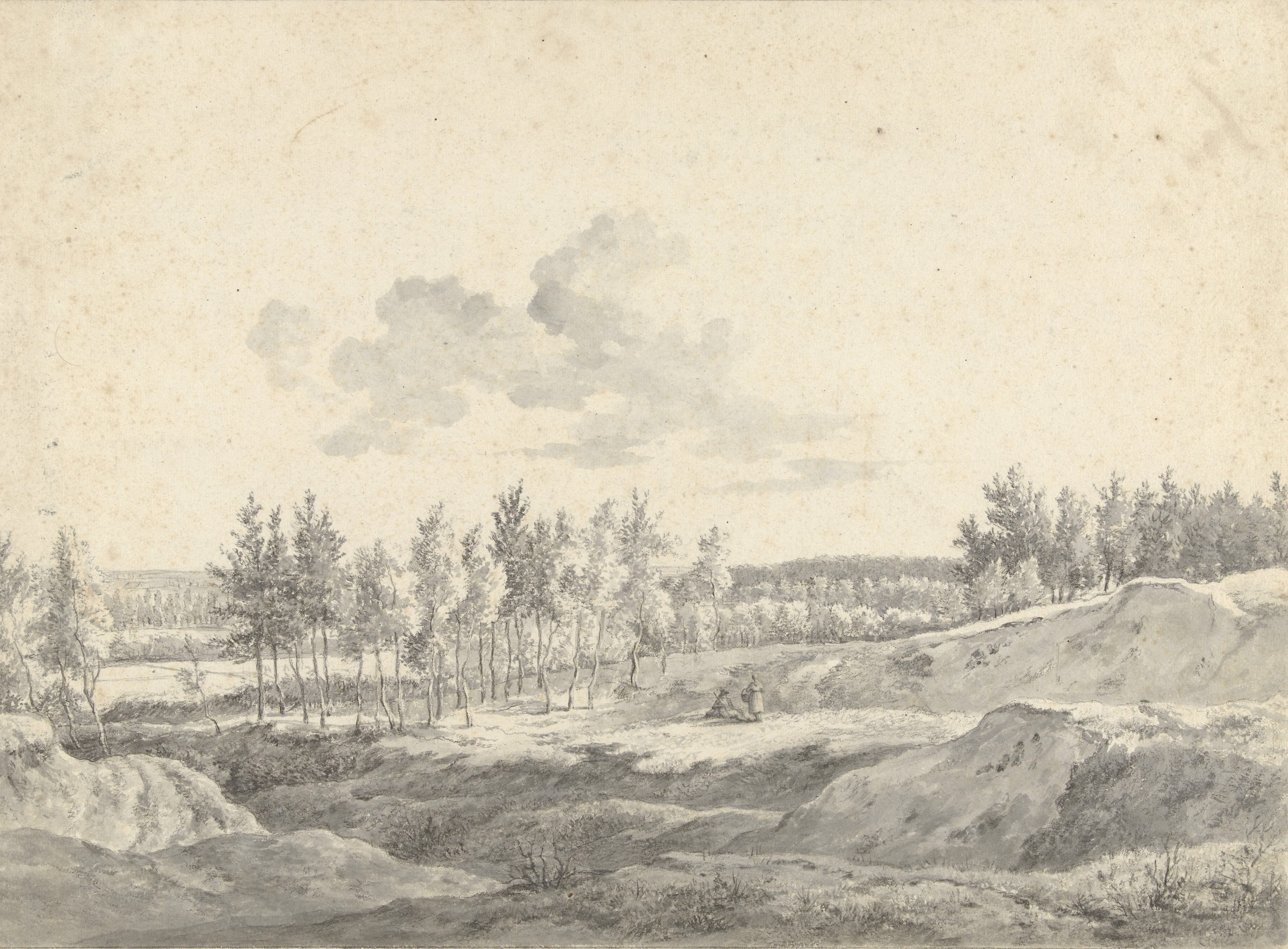
Landschap tussen Doesburg en Arnhem (Rijksmuseum)